# Kurd Lasswitz
Kurd Lasswitz (ur. 20 kwietnia 1848 we Wrocławiu, zm. 17 października 1910 w Gocie) – niemiecki pisarz, prekursor niemieckiej fantastyki naukowej.
Syn pruskiego polityka Karla Lasswitza. Absolwent wrocławskiego gimnazjum św. Elżbiety, od 1866 r. podjął studia na Uniwersytecie Wrocławskim, a później berlińskim. Po studiach pracował jako nauczyciel w macierzystym mieście, w Raciborzu i w Gocie, gdzie mieszkał od roku 1876 do śmierci.
Jako pisarz fantastyki naukowej zadebiutował w 1871. Jego główną powieścią z dziedziny fantastyki jest Auf zwei Planeten (pol. Dwie planety albo Na dwóch planetach), wydana w 1897 i w następnych dekadach przetłumaczona na wiele języków obcych.
Lasswitza upamiętnia nagroda jego imienia wręczana co roku autorowi najlepszej powieści fantastycznej napisanej w języku niemieckim.